# Pedro Molina Mazariegos
Pour les articles homonymes, voir Molina.
Pedro José Antonio Molina Mazariegos, né le 29 avril 1794 et mort le 21 septembre 1854, est un homme politique d'Amérique centrale. Il est considéré comme l'un des fondateurs du libéralisme au Guatemala.

## Biographie
À la tête d'un parti politique nommé Los Carcos (Les Voleurs), il combat pour l'indépendant de l'Amérique centrale face à la puissance coloniale espagnole. Son parti s'oppose alors aux Los Serviles.
Médecin de formation, il est professeur à l'université San Carlos Borromeo de la capitale Guatemala en 1802. En 1804, il épouse María Dolores Bedoya, grande militante indépendantiste guatémaltèque qui, lorsque l'indépendance a été obtenue, milite pour l'union de l'ensemble des peuples de l'isthme américain,. En 1820, il formule un plan pour une réforme de l'éducation de la médecine. Son plan sera éventuellement accepté et mise en application.
Médecin et journaliste, il fonde en le 24 juillet 1820 le journal El Editor Constitucional qui sera plus tard connu sous le nom de El Genio de la Libertad. Le 10 mars 1848, il fonde El Album Republicano. En raison d'une virulente opposition au gouvernement conservateur, il est détenu pendant quelque temps au château de San José.
Du 10 juillet 1823 au 4 octobre 1823, il sert dans le premier triumvirat de l'État nouvellement indépendant de la République fédérale d'Amérique centrale dont il est le premier tribun aux côtés de Antonio Rivera Cabezas (en) et Juan Vicente Villacorta (en).
Durant sa carrière, Molina Mazariegos occupe plusieurs postes diplomatiques l'amenant à signer le premier traité international de la République fédérale d'Amérique centrale avec la Grande Colombie en 1825. À titre de diplomate, il participe au Congrès de Panama qui vise l'union ou la confédérations des anciennes vice-royautés espagnoles d'Amérique, organisé sous l'initiative de Simón Bolívar en 1826. Molina occupe également le poste de ministre des Affaires étrangères en 1829. Il participe aussi à l'expulsion de l'archevêque Ramón Casaus y Torres. Plus tard, il redevient chef d'État mais du Guatemala du 23 août 1829 au 10 février 1831 et sert comme ministre dans le gouvernement fédéral de Francisco Morazán en 1831.
Il est également chef de l'éphémère État du Los Altos du 28 décembre 1838 au 27 janvier 1840.